# Interleukin 2

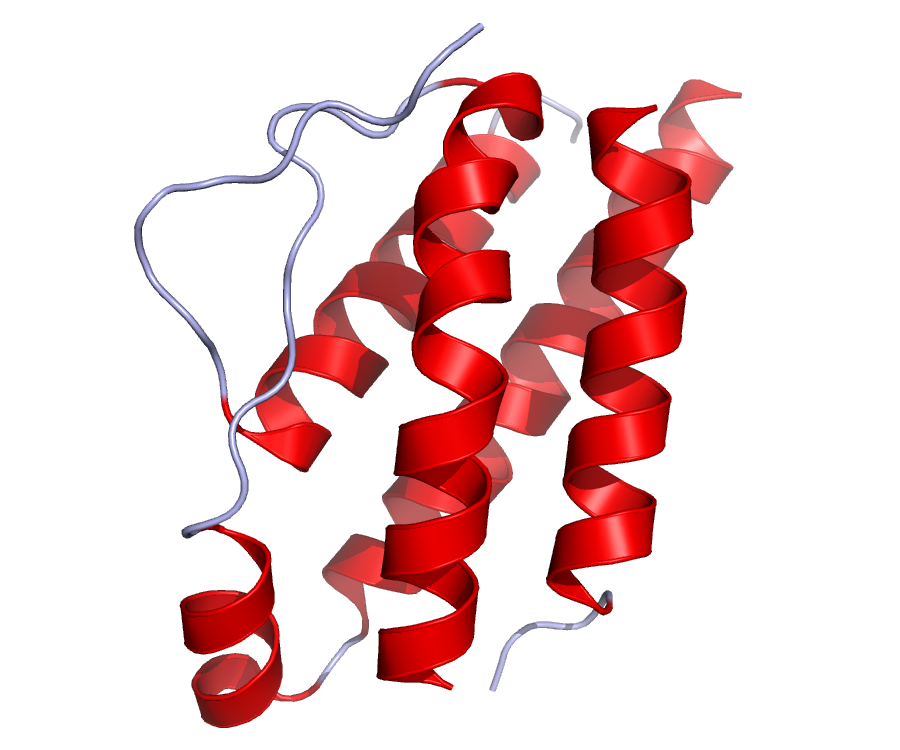
Interleukin 2

Interleukin-2 (IL-2) je cytokin o molekulové hmotnosti 15,5 – 16 kDa. IL-2 patří společně s interleukinem 4, 7, 9, 15 a 21 do skupiny γc cytokinů, které signalizují přes společnou receptorovou podjednotku CD132. IL-2 je produkován zejména aktivovanými T lymfocyty, ale i dalšími populacemi aktivovaných imunitních buněk, jako jsou NK a NKT buňky, dendritické buňky či žírné buňky. Jedná se o odpověď těchto buněk na zánět probíhající v těle. Následně způsobuje masivní proliferaci (rychlé množení) dalších T-lymfocytů a B-lymfocytů.

## Historie
IL-2 byl objeven 1975, jakožto růstový faktor T-lymfocytů a byl mezi prvními interleukiny, které byly popsány na molekulární úrovni.  Jeho objevem bylo umožněno kultivovat T lymfocyty - byl proto také pojmenován jako T-buněčný růstový faktor (T-cell growth factor = TCGF). Gen pro IL-2 byl naklonován pak roku 1983 a struktura identifikována 1992.

## Receptor pro IL-2
Existují tři receptorové podjednotky, které mohou tvořit receptor pro IL-2 (IL-2R). Každý řetězec, respektive jejich kombinace se vyskytuje na různých typech buněk a váže IL-2 s různou afinitou. Tyto řetězce jsou IL-2Rα (CD25), IL-2Rβ (CD122) a IL-2Rγc (CD132). Komplex CD122/CD132 je exprimován zejména NK buňkami a paměťovými CD8+ T-lymfocyty, v menší míře také paměťovými CD4+ T-lymfocyty a naivními CD8+ T-lymfocyty. Tento dimerní IL-2R váže IL-2 se střední afinitou (s disociační konstantou Kd ≈ 10−9 M). Po aktivaci T lymfocytu dojde k expresi CD25 receptorové podjednotky na buněčný povrch a tedy k signalizaci přes vysoce afinní (Kd ≈10−11 M) trimerní CD25/CD122/CD132 receptor. Za klidového stavu v buňce exprimují trimerní IL-2R pouze T-regulační buňky (Treg) a tyto jsou tedy schopny utilizovat nízké hladiny IL-2. Samotná CD25 podjednotka váže IL-2 s nízkou afinitou (Kd ≈10−8 M). CD25 s navázaným interleukinem nevede z důvodu krátké intracelulární domény k transdukci signálu, ale slouží ke zvýšení afinity takto navázaného IL-2 k dimernímu CD122/CD132.
Je známo, že IL-2 reguluje expresi vlastních receptorů pozitivní zpětnovazebnou smyčkou. Během IL-2 signalizace stoupá exprese IL-2Rα a IL-2Rβ na povrchu signál přijímající buňky. 
IL-2 signalizace může probíhat prostřednictvím tří různých signalizačních drah, což vysvětluje pleiotropní povahu působení tohoto cytokinu. Těmito třemi dráhami jsou JAK/STAT, PI3K/Akt/mTOR a MAPK/ERK signalizační kaskáda. Navázání IL-2 na dimerní či trimerní IL-2R vede k heterodimerizaci cytoplasmatických domén CD122 a CD132 receptorových podjednotek. To vyvolá aktivaci Janus kináz JAK1 a JAK3, které fosforylují tyrozin na pozici 338 na intracelulárním konci CD122. Tato fosforylace rekrutuje transkripční faktory z rodiny STAT proteinů, zejména STAT5, které dimerizují a migrují z cytoplasmy do jádra, kde se vážou na DNA a ovlivňují transkripci příslušných genů.

## Role IL-2 v imunitním systému
IL-2 hraje klíčovou roli ve fungování imunitního systému. Má pleiotropní účinky, aktivuje i inhibuje imunitní reakci. IL-2 deficientní myši vykazují autoimunitní fenotyp, z čehož lze usuzovat, že klíčovou rolí tohoto cytokinu je udržení homeostáze a supresivní kapacity Treg buněk.
Mezi další role IL-2 patří aktivace CD4+ i CD8+ buněk. Aktivované CD4+ buňky jsou také jeho největším producentem, IL-2 tedy zpočátku pozitivně reguluje vlastní expresi. V pozdější fázi imunitní reakce naopak IL-2 stimuluje expresi FasL na aktivovaných CD4+ buňkách, což vede k jejich apoptotické smrti a tedy snížení koncentrace IL-2. 
Proliferace je indukována přes protoonkogeny c-myc a c-fos a proti-apoptotickou dráhu Bcl-2. Bylo také prokázáno, že velmi důležitou funkcí IL-2 je vedle indukce proliferace i zeslabování imunitní odpovědi, aby se předešlo autoimunitám, toho je docíleno negativní zpětnou smyčkou, kdy výška hladiny IL-2 reguluje tvorbu dalšího IL-2.
IL-2 působí ale nejen na T-lymfocyty. Také se podílí na aktivaci růstu NK buněk a zvyšuje jejich cytotoxickou aktivitu a dále stimuluje i B-lymfocyty k produkci protilátek. V IgM B-lymfocytu je indukována zvýšená exprese těžkého a lehkého řetězce a J řetězce.
Další velkou roli v autoregulaci IL-2 hraje i různá afinita jeho receptorů a fakt, že IL-2 pozitivně stimuluje jejich expresi. Nízkoafinní IL-2Rα, exprimovaný aktivovanými CD4+ lymfocyty, po zachycení IL-2 dává signál k jeho další produkci. Vysokoafinní IL-2Rα/β/γc receptor po zachycení IL-2 aktivuje Treg, tedy tlumí další expresi IL-2.
IL-2 je dále i růstovým faktorem pro NK buňky, má tedy vliv i na produkci IFNγ nebo TNFα.

## Regulace IL-2 exprese
Regulace genové exprese pro IL-2 probíhá několika způsoby a na více úrovních. Jedním z checkpointů je signalizace přes TCR receptor, antigenní receptor T-lymfocytů po rozpoznání MHC-peptid komplexu. Signalizace od TCR následně vede přes dráhu fosfolipázy C (PLC). Ta aktivuje 3 základní transkripční faktory a jejich dráhy: NFAT, NFkB a AP-1. Po kostimulaci od CD28 je indukována optimální aktivace exprese IL-2 a těchto drah.
Současně je exprimován i Oct-1, který napomáhá aktivaci. Oct1 je exprimován v T-lymfocytech a Oct2 je indukován po T-buněčné aktivaci.
NFAT - má několik zástupců, všechny jsou lokalozovány v cytoplasmě a signalizace probíhá přes kalcineurin, NFAT se defosforyluje a tím je translokován do jádra.
AP-1 je dimer a skládá se z c-Jun a c-Fos proteinů a spolupracuje s dalšími transkripčními faktory včetně právě NFkB a Oct.
NFkB se translokuje do jádra po kostimulaci přes CD28. NFkB je heterodimer a jsou pro něj dvě vazebná místa na IL-2 promotoru.

## Klinické využití
Aktuální informace z výzkumu ukazují, že nízké dávky IL-2 primárně aktivují regulační T-buňky, proto by mohly být tyto dávky vhodné pro pacienty s chronickými a autoimunitními infekčními onemocněními jako je Lupus erythematosus, cukrovka I. typu nebo také odhojování štěpů transplantátů a GVHD.
Vysoká dávka IL-2 je naopak používána jako jeden z imunoterapeutických přístupů při léčbě maligních onemocnění . Lék nazývaný Proleukin nebo také Aldesleukin se používá k léčbě rakoviny ledvin, melanomu a rakoviny kůže. V tomto případě se podává ve vysokých dávkách intravenózně až 15 dávek (méně, pokud není tolerován). Objevují se však silné vedlejší účinky, někdy vyžadující až hospitalizaci a podpůrnou léčbu.
Velkou nevýhodou IL-2 terapie je její značná toxicita, která se projevuje zejména život ohrožujícím syndromem „prosakujících“ kapilár (VLS). Podávání vysokých dávek IL-2 totiž vede ke zvýšené propustnosti kapilár, neboť podávaný IL-2 stimuluje endotelové buňky k produkci prozánětlivých mediátorů, které působí na zvýšení permeability cévní stěny. Intravaskulární tekutina se tak dostává do extravaskulárních prostor a její hromadění ve tkáních může způsobovat edém plic či mozku za současného poklesu krevního tlaku, který může vést až k srdečnímu selhání. Edém plic po podání vysoké dávky IL-2 je způsoben zejména plicními endoteliálními buňkami, které exprimují CD25/122/132. Tyto buňky v reakci na zvýšenou hladinu IL-2 zvýší expresi CD25, aby snížily hladinu IL-2 v plicích a zabránily jejich přílišné imunitní stimulaci. Další vedlejší účinky podávání vysokých dávek IL-2 zahrnují hypotenzi, trombocytopenii, tachykardii, neurologické poruchy a zvýšení bilirubinu a dalších jaterních enzymů, indikující hepatotoxicitu. Velkou nevýhodou IL-2 protinádorové terapie je kromě rychlého poločasu eliminace podaného IL-2 z krevního oběhu také fakt, že tento cytokin příznivě ovlivňuje homeostázu a supresivní kapacitu imunosupresivních Treg buněk.
Kvůli těmto silným projevům se zavedla i nízko-dávková léčba, která je podávána subkutánně, tedy pod kůži, často pacienty samotnými.